# Laura González Álvarez
Laura Álvarez González (Avilés, 9 de juliol de 1941) és una política asturiana, diputada autonòmica i consellera de la Junta General del Principat d'Astúries i diputada al Parlament Europeu.

## Biografia
Treballà com a auxiliar de clínica a l'ambulatori d'Avilés i des de 1976 a l'Hospital de Sant Agustín, on va ser membre del seu comitè d'empresa per Comissions Obreres durant la dècada de 1980. Militant del Partit Comunista d'Espanya des de 1973, a les primeres eleccions municipals democràtiques de 1979 fou escollida regidora a l'ajuntament d'Avilès, càrrec que repetí a les eleccions municipals de 1983 i 1987. A les eleccions autonòmiques de 1991 fou escollida diputada a la Junta General del Principat d'Astúries per Izquierda Unida. Fou presidenta de la Cambra fins que va dimitir el 8 de gener de 1993.
Fou escollida diputada a les eleccions al Parlament Europeu de 1994 i 1999. Fins al 1999 fou vicepresidenta del Grup Confederal d'Esquerra Unida Europea-Esquerra Verda Nòrdica i membre titular de la Comissió de Medi ambient i de la Delegació per a Amèrica central i Mèxic de 1999 a 2002.
El 2003 no es presentà a la reelecció i fou nomenada consellera d'habitatge i benestar del Principat d'Astúries. El 2007 deixà el seu càrrec i decidí deixar la política activa. Malgrat aquesta decisió, fou candidata per IU d'Astúries a les eleccions generals espanyoles de 2008, però no va aconseguir escó.